# Schön!
Schön! — англомовний журнал мод, запущений у червні 2009 року. Базується в Лондоні. Це видання, яке виходить раз у пів року і доступне у друкованому вигляді, а також в Інтернеті, а також для завантаження на веб-сайті журналу. Назва в перекладі з німецької означає «красива».
Згідно з веб-сайтом, його метою є «продемонструвати динамічний і різноманітний набір ідей і талантів» у мистецтві та моді.

## історія
Schön! починався як онлайн-журнал, призначений для демонстрації роботи творчої онлайн-спільноти Nineteen74.com, офіційного лауреата Webby 2009 року. Вона відображала глобальний масштаб спільноти, показуючи статті, фотографії та роботи з кожного континенту, з якого походили члени спільноти. У перших кількох випусках статті були впорядковані відповідно до континенту, з якого вони походили, але в міру зростання онлайн-спільноти зростав і масштаб журналу. Згодом журнал відмовився від такого форматування.
У журналі знялися такі моделі, як Андрея Пеїч, Тоні Ворд і ангел Victoria's Secret Алессандра Амбросіо. Такі знаменитості, як Кеті Гріффін, Івана Бакеро та Медді Зіглер, з'являлися в останніх випусках.